# Andrena nesterovi
Andrena nesterovi is een vliesvleugelig insect uit de familie Andrenidae. De wetenschappelijke naam van de soort is voor het eerst geldig gepubliceerd in 1982 door Osytshnjuk.